# True Vengeance
True Vengeance è un film del 1997 diretto da David Worth, con protagonista Daniel Bernhardt.

## Trama
Un viaggio charter in barca viene girato, all'insaputa del pilota della barca, ordinato da un signore della droga messicano e da sua moglie seducente. Nel frattempo però egli tradisce sua moglie con un agente doganale della U.S., ma anche lei lo sta tradendo con un altro uomo. Così un agente dovrà fermare il signore della droga, prima che sia tardi.